# Asarhaddon
Asarhaddon, właśc. Aszur-aha-iddina (akad. Aššur-aha-iddina, biblijny Asarhaddon) – król Asyrii z dynastii Sargonidów, syn Sennacheryba; panował w latach 681–669 p.n.e.

## Imię
Rodzime, akadyjskie imię tego władcy brzmi Aššur-aha-iddina i znaczy „bóg Aszur dał mi brata”. W Biblii, w której władca ten wzmiankowany jest w 2 Księdze Królewskiej, Księdze Ezdrasza i Księdze Izajasza, jego imię uległo zniekształceniu i zapisywane było w następujący sposób:
| imię Aššur-aha-iddina w zapisie biblijnym | miejsce w Biblii         | miejsce w Biblii         | miejsce w Biblii         |
| imię Aššur-aha-iddina w zapisie biblijnym | 2 Krl 19:37              | Ezr 4:2                  | Iz 37:38                 |
| ----------------------------------------- | ------------------------ | ------------------------ | ------------------------ |
| zapis hebrajski w Kodeksie Leningradzkim  | אֵֽסַר־חַדֹּן /e·sar-chad·don/ | אֵסַר חַדֹּן /e·sar chad·don/ | אֵֽסַר־חַדֹּן /e·sar-chad·don/ |
| zapis grecki w Septuagincie               | ασορδαν /asordan/        | ασαραδδων /asaraddōn/    | ασορδαν /asordan/        |
| zapis łaciński w Wulgacie                 | Eseraddon                | Asoraddan                | Asoraddon                |

W polskich przekładach Biblii imię tego władcy zapisywane jest zwykle Asarhaddon:
| polskie przekłady Biblii | miejsce w Biblii | miejsce w Biblii | miejsce w Biblii | miejsce w Biblii |
| polskie przekłady Biblii | 2 Krl 19:37      | Ezr 4:2          | Iz 37:38         |                  |
| ------------------------ | ---------------- | ---------------- | ---------------- | ---------------- |
| Biblia gdańska           | Assarhaddon      | Assarhaddon      | Assarhaddon      |                  |
| Biblia poznańska         | Asarchaddon      | Assarhaddon      | Asarchaddon      |                  |
| Biblia warszawsko-praska | Asarhaddon       | Asarhaddon       | Asarhaddon       |                  |
| Biblia Tysiąclecia       | Asarhaddon       | Asarhaddon       | Asarhaddon       |                  |
| Biblia warszawska        | Asarhaddon       | Asarchaddon      | Asarhaddon       |                  |
| Przekład Nowego Świata   | Asarhaddon       | Asarhaddon       | Asarhaddon       |                  |

W Kanonie Ptolemeusza występuje on pod imieniem Asaradinos.

## Walka o władzę
Władzę początkowo sprawował w Babilonii jako namiestnik z ramienia ojca. Po zamordowaniu Sennacheryba przez przyrodnich braci rozpoczął wojnę o zagrożony tron. Po 6 tygodniach walk ojcobójcy zbiegli do Urartu i Asarhaddon, mając poparcie armii, przejął władzę w kraju.

## Polityka wobec Babilonii
Prowadził pojednawczą politykę względem Babilonii, która szczególnie ucierpiała od najazdów jego ojca. Pozwolił na odbudowanie zburzonego Babilonu. Walczył z plemionami Bit-Jakini będącymi ciągłym źródłem niepokojów w Babilonii. W celu stłumienia rozruchów nakazał przeprowadzenie kampanii w rejonie wschodniego Tygrysu. Akcja zakończyła się sukcesem, pokonani przywódcy chaldejscy zbiegli do Elamu, a na ich miejsce zostali wprowadzeni lennicy sprzyjający Asyrii. Usprawnił administrację oraz nakazał zwrot majątku wygnańcom, którzy potrafili wykazać się prawem własności. Przyczyniło się to do wzrostu zamożności mieszkańców i umocnieniu władzy asyryjskiej w Babilonii. Dzięki temu mógł wykorzystać Babilonię jako bazę wypadową do walki z Persami w czasie wyprawy na Pustynię Słoną. Pozycja Assarhaddona w Babilonie była na tyle silna, że atak elamicki w 675 p.n.e. nie spowodował anty-asyryjskiej rewolty.

## Kampania przeciwko Sydonowi
W zachodniej części imperium głównym źródłem niepokojów było miasto Sydon na wybrzeżu fenickim. Król Sydonu Abdi-Milkutti wraz z lokalnym królem Sanduarrim wszczął rebelię przeciwko Asyrii. Asarhaddon zdobył miasto w 677 p.n.e., pojmał obu królów i skazał ich na śmierć. Sydon zburzył, a jego ludność deportował do Asyrii. W celu zachowania kontroli nad tym terenem założył w pobliżu warownię. Na uroczystości jej poświęcenia było 22 królów ziem zachodnich, co miało być przestrogą dla przyszłych buntowników.

## Relacje z ludami koczowniczymi
Niepokoił się szczególnie nowymi ludami koczowniczymi, Scytami i Kimerami, które z północy zaczęły zagrażać Asyrii. Urartu osłabione przez wojny z Asyrią nie mogło już spełniać roli zapory przed nomadycznymi plemionami przekraczającymi Kaukaz. Początkowo asyryjscy gubernatorzy starali się zbrojnie odeprzeć ataki północnych plemion. W 679 p.n.e. zorganizowali skuteczną wyprawę zbrojną, lecz napór ich ciągle wzrastał. Pod koniec panowania Assarhaddona północne prowincje imperium: Hilakku i Tabal zostały utracone. Brak widocznych militarnych sukcesów skłoniły króla do zneutralizowania ich poprzez pertraktacje i zawiązanie z nimi sojuszu. Ze Scytami udało się osiągnąć nawet czasowe porozumienie dzięki wydaniu za scytyjskiego króla Bartatua córki Assarhaddona. Ten zabieg nie tylko odsunął na pewien czas perspektywę ataku z ich strony, lecz skierował Scytów przeciwko Medom, którym narzucili swoją zwierzchność.

## Stosunki z Medami
Assarhaddon poświęcił dużo uwagi rosnącym w siłę plemionom medyjskim. Starał się uregulować relacje z Medami poprzez narzucenie lokalnym książętom plemiennym traktatów wasalnych uznających zwierzchnią władzę króla asyryjskiego. Najobszerniejszym takim aktem z 672 p.n.e. jest porozumienie z medyjskim władcą Ramataią z kraju Urakazabarna. Dokument zobowiązuje Medów do uznania zwierzchnictwa króla Asyrii, określa zasady sukcesji po śmierci Assarhaddona, nakazuje pomoc w potrzebie jego następcy i zachowanie mu wierności.

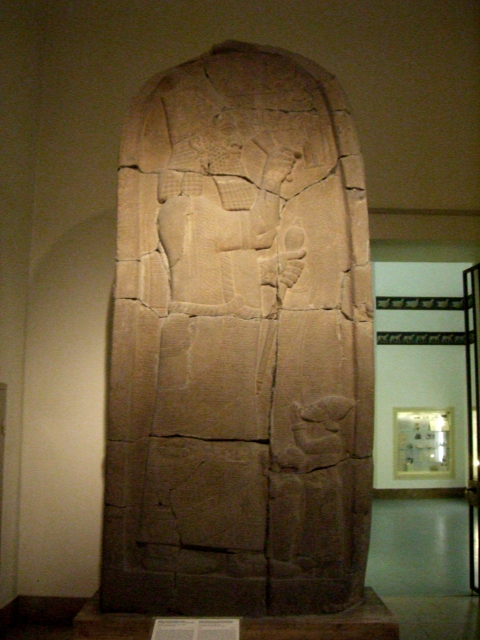
Stela Asarhaddona upamiętniająca jego zwycięstwo w 671 r. p.n.e. nad faraonem egipskim Taharką; zbiory Muzeum Pergamońskiego w Berlinie

.

## Podbój Egiptu
Przyczyną wojny z Egiptem była polityka faraona Taharki w miastach fenickich. W 675 p.n.e. kuszycki władca z powodzeniem nakłonił króla Tyru do buntu przeciwko Asyrii. Assarhaddon chcąc uderzyć w źródło niepokojów w tym rejonie w 674 p.n.e. dokonał inwazji na Egipt, który nieustannie podburzał lokalnych władców Fenicji. Linie zaopatrzenia wystawione na ataki plemion arabskich oraz opór faraona Taharki skutecznie powstrzymały atak.
W 671 p.n.e. armia asyryjska ponownie pomaszerowała na Egipt. Tym razem faraon Taharka z dynastii kuszyckiej poniósł klęskę i wycofał się do Górnego Egiptu, Memfis zostało zdobyte i splądrowane, a książęta Dolnego Egiptu, m.in. Necho z Sais uznali władzę Assarhaddona. Wprowadzono 22 asyryjskich namiestników w Dolnym Egipcie. Król asyryjski przyjął też tytuł króla Dolnego i Górnego Egiptu oraz Etiopii, jednak dwóch ostatnich krajów nie zdobył i nie miał nad nimi żadnej władzy.
W 669 p.n.e., gdy władza asyryjska nad Egiptem została utracona, król zorganizował nową ekspedycję, lecz w czasie drogi zmarł.

## Sztuka asyryjska w dobie Asarhaddona
Podbój licznych ośrodków kultury na obszarze Bliskiego Wschodu nie pozostał bez wpływu na charakter sztuki imperium asyryjskiego w tym okresie. Do miast Asyrii nie tylko trafiły bogactwa materialne w postaci wyrobów artystycznych i danin, ale też rzesze rzemieślników którzy odcisnęli swoje piętno na stylu wytwarzanych wyrobów. Szczególnie kość słoniowa stała się w tym czasie modna wśród Asyryjczyków. W Forcie Salmanasara w Kalchu odkryto kolekcję rzeźb z kości słoniowej oraz dużą ilość nieobrobionego jeszcze materiału. Cechą charakterystyczną tego zbioru jest ich styl, większość bowiem wytworzona była pod wpływem sztuki egipskiej i pozostającej pod jej silnym oddziaływaniem sztuki syro-fenickiej.

## Sukcesja
Asarhaddon miał 6 synów. Najstarszy, Sin-nadin-apli, zmarł najprawdopodobniej wkrótce po tym, jak wyznaczony został na następcę tronu. W 672 r. p.n.e. Asarhaddon na tron wyznaczył młodszego syna Aszurbanipala wydając szereg traktatów w których domagał się od poddanych i lenników uznania i respektowania jego woli.